# フランクリン・テンプルトン・インベストメンツ

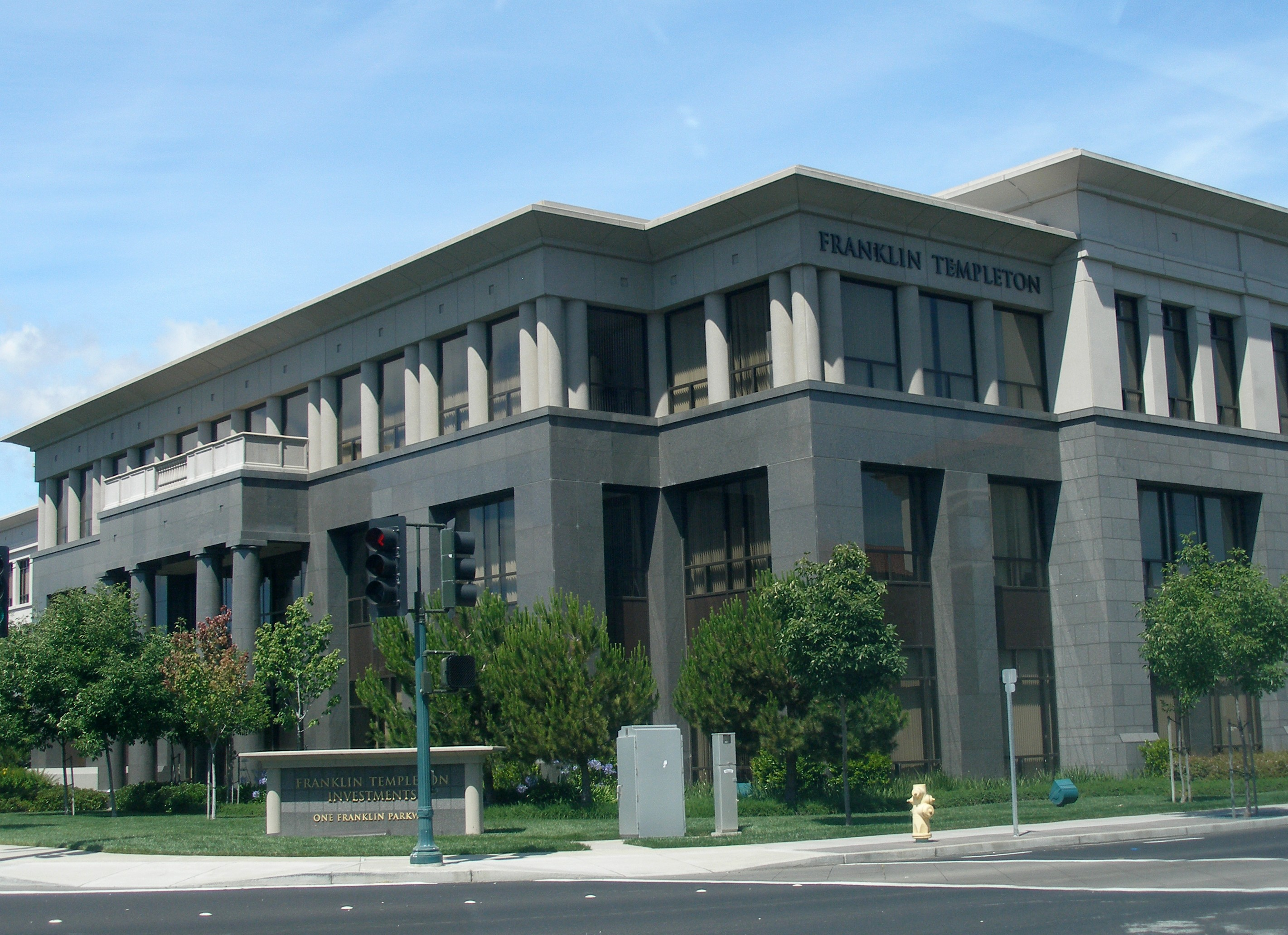
サンマテオ本社

フランクリン投資株式会社は米国の持株会社であり、子会社ともにフランクリン・テンプルトン・インベストメンツ（Franklin Templeton Investments）として知られている。前身は1947年にニューヨークで創業した、国際投資を扱うフランクリン販売株式会社。
創業者のルパート・ジョンソン・シニアがベンジャミン・フランクリンに敬意を表し社名とし、ニューヨーク証券取引所のティッカーシンボルはBENである。1973年にニューヨークからカリフォルニア州サンマテオに本社を移転した。 現在、850億米ドル以上の資産を扱う、世界最大級の運用資産団体、2500万社の運用代理、専門機関投資家である。

## ミューチュアル・ファンド
200以上の異なるクローズドエンド型とオープンエンド型を有する。同社が開拓した地域投資商品である、36の州税や連邦税の控除インカムファンドを含む。
著名なファミリーファンドとしては、テンプルトン成長株投信株式会社（1954年開始、295億ドル資産）、 株式持合基金（1949年開始、79億ドル資産）、投資開拓信託（1992年開始、76億ドル資産）などがある。
フランクリン・インカム・ファンド（FKINX、336億ドル資産）は主に有配株・債権で構成されており、1948年に開発されてから継続支払配当が60年続いている。

## グループ傘下の運用会社
・グループ傘下の運用会社
| 会社名                                 | 設立年 | 概要                                                                                      |
| フランクリン・テンプルトン             | 1947   | 150カ国以上のお客様にサービスを提供する世界最大級の資産運用会社。                         |
| ブランディワイン・グローバル           | 1986   | 世界の債券および株式市場における長期バリュー投資に特化した運用マネジャー。                |
| クリアブリッジ・インベストメンツ       | 2005   | 高度なアクティブ戦略を提供するグローバル株式運用マネジャー。                              |
| マーティン・カリー                     | 1881   | 厳選された最良の投資アイディアを基に、先進国および新興国の株式ポートフォリオを構築。      |
| パトナム・インベストメンツ             | 1937   | 幅広い株式運用において株式中心のアルファを追求。                                          |
| ロイス・インベストメント・パートナーズ | 1972   | 小型株投資をリードするパイオニア。                                                        |
| ウエスタン・アセット                   | 1971   | グローバル債券ソリューションのリーディング・アクティブ・マネジャー                        |
| アルセントラ                           | 2002   | 欧州のプライベート・デット、バンクローン、CLOなどのオルタナティブ・クレジット戦略を提供。 |
| ベネフィット・ストリート・パートナーズ | 2008   | 米国のプライベート・デットやオルタナティブ・クレジット戦略を提供。                        |
| クラリオン・パートナーズ               | 1982   | 幅広いリスク/リターンにまたがるプライベート不動産戦略を提供。                             |
| レキシントン・パートナーズ             | 1994   | プライベート・エクイティのセカンダリー投資および共同投資の運用マネジャー。                |